# Senegals damlandslag i volleyboll
Senegals damlandslag i volleyboll representerar Senegal och är ett av de bättre landslagen i Afrika med en tredjeplats i afrikanska mästerskapet som främsta merit. Laget har inte deltagit i VM eller OS. Laget organiseras av Fédération Sénégalaise de Volley-Ball.